# Тања Петровић (глумица)
Тања Петровић је српска позоришна и телевизијска глумица. Тања Петровић је најпознатије по улогама Сунчице у серији Паре или живот и Каје у серији Игра судбине.

## Улоге
| Год.     | Назив                   | Улога         |
| -------- | ----------------------- | ------------- |
| 2000-е ▲ |                         |               |
| 2008.    | Горки плодови           | Рецепционерка |
| 2008−10  | Паре или живот (серија) | Сунчица       |
| 2010-е ▲ |                         |               |
| 2016.    | Влажност (филм)         | Љубица        |
| 2019.    | Група (серија)          |               |
| 2020-е ▲ |                         |               |
| 2021.    | Сева (кратки филм)      |               |
| 2022−    | Игра судбине (серија)   | Каја          |